# Veit
Veit est la forme néerlandaise et allemande du prénom Guy, du nom de saint Guy, il entre en composante dans des noms d'édifices religieux et de localités. Veit est aussi un nom de famille porté par plusieurs personnalités.

## Sankt Veit
- Sankt Veit  : Sankt Veit (Saint Guy) est le nom de plusieurs localités.

## Patronyme
Veit est un nom de famille  notamment porté par :

- August von Veit (1861-1927), homme politique allemand ;
- Dorothea Veit (1764-1839), femme de lettres allemande ;
- Johannes Veit (1790-1854), peintre allemand, fils de Dorothea Veit ;
- Philipp Veit (1793-1877), peintre allemand, fils de Dorothea Veit ;
- Václav Jindřich Veit (1806–1864), musicien et avocat tchèque ;
- Sabina Veit (né en 1985), athlète slovène ;
- Sixten Veit (né en 1970), footballeur allemand.

## Prénom
- Voir : Tous les articles commençant par « Veit »